# Grönkullor
Grönkullor (Coeloglossum) är ett släkte av orkidéer som beskrevs av Hartm.. Grönkullor ingår i familjen orkidéer.
Släktet innehåller bara arten Coeloglossum viride.

## Bildgalleri

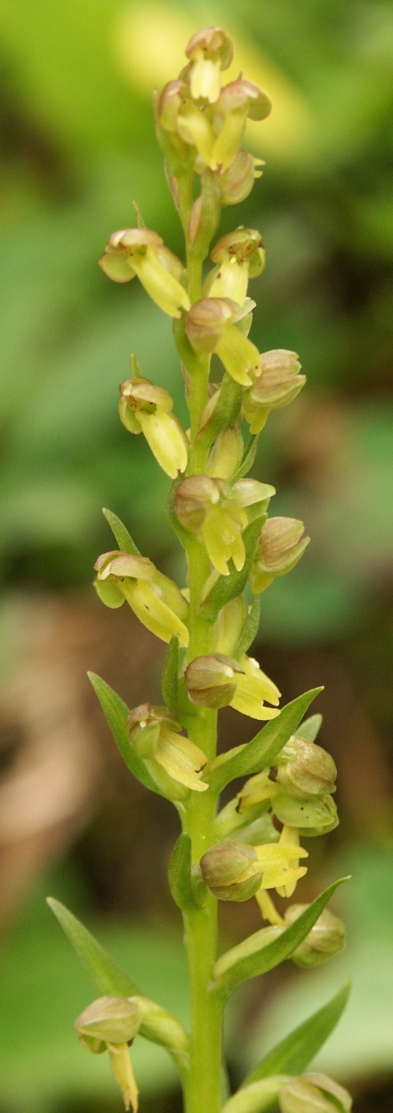
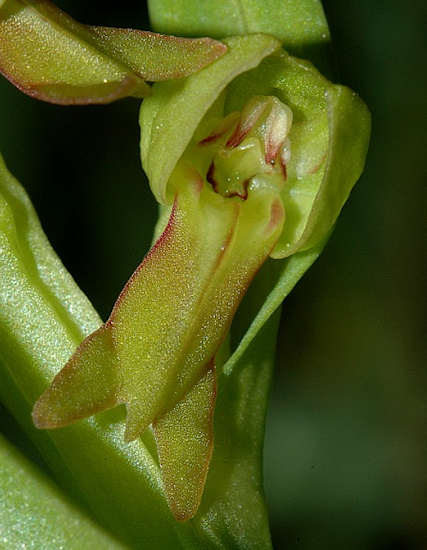
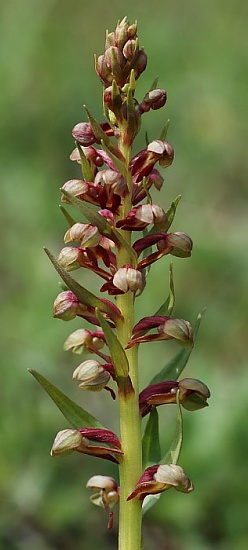